# ولتسو
شهر ولتسو (به آلمانی: Welzow) در ایالت برندنبورگ در کشور آلمان واقع شده‌است.